# 韋爾奇山脈
70°57′S 63°30′W / 70.950°S 63.500°W
韋爾奇山脈是南極洲的山脈，位於帕爾默地的戴耶高原東側，處於傑克遜山以北46公里，海拔高度3,015米，由美國探險隊繪入地圖。